# Louis Philipon de la Madelaine
Pour les personnes ayant le même patronyme, voir Philipon.
Louis Philipon de la Madelaine (ou Philippon de la Madeleine), né le 9 octobre 1734 à Lyon et mort le 19 avril 1818 à Paris, est un jésuite, écrivain, chansonnier, philologue et goguettier français.

## Biographie
Philipon de La Madeleine est d'abord membre de la compagnie de Jésus.
Après sa suppression, il devient avocat au parlement de Besançon.
En 1771, il est nommé avocat du roi au bureau des finances de la généralité de Besançon, institution créée par le chancelier Maupeou; il exerce encore cette fonction en 1784.
En 1786, il remplace l'avocat Élie de Beaumont (1732-1786) comme intendant des finances du comte d’Artois.

## Un écrivain prolifique membre de deux académies de province
Il est membre de l'Académie des Sciences, Belles-Lettres et Arts de Besançon, où il a une importante activité: le 29 décembre 1783, il prononce par exemple un discours sur les aérostats. Il est l'auteur de l'inscription sur la statue de Louis XVI érigée à Dole et inaugurée le 14 décembre 1783 (« A LOUIS XVI, agé de 26 ans »).
En 1783, il devient membre associé de l'Académie de Lyon.
Il est membre successivement de deux célèbres goguettes : Les diners du Vaudeville et le Caveau moderne.
Il est l’auteur de chansons, vaudevilles, d'ouvrages de pédagogie, de dictionnaires ainsi que d'écrits plus politiques.

### Idées sur l'éducation
Dans  « Vues patriotiques », Philippe a présenté un plan d'éducation pour que les pauvres soient satisfaits de leur état et se résignent à leurs difficultés, « adoucissant leur vie avec le miel de la religion». Il a ajouté qu'il ne connaissait pas d'arme plus dangereuse que la connaissance en possession du peuple, qui, pour ne pas briser ses chaînes, était « ne sauroient les couvrir trop de fleurs».

## Œuvres
- (anonyme) Modèles de lettres sur différents sujets, Bouillon, Brasseur, 1761 (dédié à M. le comte de ***). Ouvrage numérisé.
- (anonyme) L'Art de traduire le latin en français, réduit en principes, à l'usage des jeunes gens qui étudient cette langue, par un ancien professeur d'éloquence, Lyon, Mauteville, 1762. Ouvrage numérisé.
- (anonyme) Discours sur la nécessité et les moyens de supprimer les peines capitales, Lu dans la séance publique tenue dans  l'Académie des Sciences, Belles-Lettres et Arts de B.***  le 15 décembre 1770, sl sd. Ouvrage numérisé
- (anonyme) Des Moyens d'indemniser l'innocence injustement accusée et punie. Ouvrage couronné à ***** le 25 août 1781, sl nd. Ouvrage numérisé sur gallica. [ce discours, écrit pour le concours donné par l'académie de Châlons-sur-Marne, est primé exaequo avec celui de Brissot]
- Vues patriotiques sur l'éducation du peuple, tant des villes que de la campagne, avec beaucoup de notes intéressantes, Lyon, Bruyset-Ponthus, 1783. Ouvrage numérisé sur gallica.
- De l'Éducation des collèges, par l'auteur de l'Éducation du peuple, Londres et Paris, Moutard, 1784.
- Le Guide du promeneur aux Tuileries, ou Description du palais et du jardin national des Tuileries, en l'an VI de la République française,... (autre édition, Paris, Favre, 1801).
- Choix de remarques sur la langue française, extraites des meilleurs ouvrages en ce genre, Paris, Favre, an X (1802).
- Dictionnaire portatif des poètes français morts depuis 1050 jusqu'à 1804, précédé d'une histoire abrégée de la poésie française, Paris, Capelle et Renand, 1805. Ouvrage numérisé.
- Des Homonymes français ou mots qui dans notre langue se ressemblent par le son et diffèrent par le sens, (3e édition, Paris, Capelle et Renand, 1806, numérisée sur gallica).
- Manuel, ou Nouveau guide du promeneur aux Tuileries, contenant la description de ce palais et celles de toutes les statues qui embellissent le jardin, Paris, Delaunay, 1806.
- Dictionnaire des rimes, précédé d'un nouveau traité de la versification française, et suivi d'un essai sur la langue poétique, Paris, Capelle et Renand, 1806. Ouvrage numérisé.
- Grammaire des gens du monde, ou la Langue française enseignée par l'usage par L. Philipon-de-La-Madelaine, de l'Académie de Lyon, Paris, Capelle et Renand, 1807. Ouvrage numérisé.
- Manuel épistolaire à l'usage de la jeunesse, ou Instructions générales et particulières sur les divers genres de correspondance, suivies d'exemples puisés dans nos meilleurs écrivains par L. Philipon-de-La-Madelaine, de l'Académie de Lyon, (3e édition, Paris, Capelle et Renand, 1807). Ouvrage numérisé.
- Dictionnaire portatif de la langue française, abrégé du Dictionnaire de l'Académie françoise, Paris 1818. 2 Volumes.
- Dictionnaire de la langue françoise, abrégé du Dictionnaire de l'Académie, (4e édition, revue corrigée et augmentée d'environ deux mille mots usuels et de vocabulaires orthographiques : 1. de géographie ; 2. de mythologie ; 3. des noms des personnages célèbres cités dans l'histoire, Paris, J.-A. Boiste fils aîné, 1823, ouvrage numérisé sur gallica).

### Théâtre
- Agricol Viala, ou le Jeune héros de la Durance, fait historique et patriotique, acte en prose mêlé de chant, (Paris, théâtre des Amis de la Patrie, 3 messidor an II). Paroles du citoyen Philipon, musique du citoyen L. Jadin
- Carlin débutant à Bergame, comédie en 1 acte et en prose, mêlée de vaudevilles, avec Chrétien-Siméon Le Prévost d'Iray, (Paris, Vaudeville, 26 thermidor an X)
- Chaulieu à Fontenay, comédie en 1 acte, en prose, mêlée de vaudevilles, par les cc. Philipon-La Madelaine et Ségur jeune, (Paris, Vaudeville, 14 fructidor an VII)
- Gentil Bernard, comédie en 1 acte, en prose, mêlée de vaudevilles, par les citoyens Le Prévôt [″sic″] d'Iray et Philipon La Madelaine, (Paris, Vaudeville, 1er nivôse an IX)
- La Bonne sœur, comédie lyrique, en 1 acte et en prose, mêlée de chants, par Petit aîné et Philipon de La Madelaine, musique de Bruni, (Paris, Théâtre de la rue Feydeau, 2 pluviôse an IX)
- Le Dédit mal gardé, divertissement patriotique en 1 acte, en prose et en vaudevilles, par les cc. Léger et Philipon,, (Paris, Vaudeville, 4 messidor an II)
- Le Terme du voyage, opéra-comique en 1 acte, en prose, mêlé d'arriettes, par Philippon de La Madelaine et Petit aîné, musique d'Alexandre Piccinni, (Paris, Variétés, 9 prairial an IX)
- Les Troubadours, comédie en 1 acte, en prose, mêlée de vaudevilles, avec les airs notés, avec Le Prévost d'Iray, (Paris, Vaudeville, 18 mars 1797)
- Maître Adam, menuisier de Nevers, comédie en 1 acte, en prose, mêlée de vaudevilles, avec Le Prévost d'Iray, (Paris, Vaudeville, 29 prairial an III)

### Chansons
- Choix des chansons de M. Philippon de La Madelaine, des académies de Besançon et de Lyon (3e édition, Paris, Richomme, 1810).
- Choix des chansons de M. Ph. de La Madelaine [lire en ligne]
- L'Élève d'Épicure, ou Choix des chansons de L. Philipon La Madelaine. Précédé d'une notice sur Épicure et sur le Caveau, et suivi de quelques contes en vers